# DigitalOcean
DigitalOcean是一家建立于美国的云基础架构提供商，面向软件开发人员提供虚拟专用服务器（VPS）。该公司总部设在纽约市，并在世界各地拥有資料中心。
2015年12月，DigitalOcean成为了全球第二大面向Web的网络寄存服务公司。